# Дубровное (Варгашинский район)
Дубро́вное — село в Варгашинском районе Курганской области. Административный центр Южного сельсовета.

## География
Расположено на восточном берегу заросшего небольшого озера, которое называется Дубровское (Пимшино), в 45 км от города Кургана и в 15 км от районного центра р.п. Варгаши.
Близлежащие пункты — д. Гагарье, с. Медвежье и р. п. Варгаши.

### Часовой пояс
Дубровное, как и вся Курганская область, находится в часовой зоне МСК+2. Смещение применяемого времени относительно UTC составляет +5:00.

## История
Село Дубровное основано в 1758 году и поначалу было причислено по управлению к Курганской слободе. Первооснователем был крестьянин Алексей Осипов сын Подорванов (1715—1792 гг). Он выходец слободы Царёво городище (ныне г. Курган). В 1763 году проживало 38 душ мужского пола и 33 души женского пола. К 1763 году в деревню вместе с семьями переехали крестьяне: Егор Иванов сын Огнев, Яков Осипов сын Кайгородцев, Андрей Кондратьев сын Петунин, Федор Иванов сын Белокрылов, Володимир Иванов сын Белокрылов, Козма Григорьев сын Банников, Яков Иванов сын Попов, Осип Иванов сын Гомзяков, Федор Кирилов сын Колосов, Никифор Михаилов сын Шмаков.
В 1787 году в 49 домах деревни Дубровной проживало 154 души мужского пола и 184 души женского пола.
Дубровное зимовье относилось к Сычевской волости Курганского уезда Тобольской губернии. Впоследствии село Дубровское (-ное) стало административным центром Дубровской волости Курганского уезда Тобольской губернии.
В июне 1918 года установлена белогвардейская власть.
Утром 16 августа 1919 года, красные 37-й и 38-й полки 5-й стрелковой дивизии выступили к переправе через Тобол у села Бараба. В ночь с 21 на 22 августа 1919 года красный 37-й полк подошел к д. Новомарково. Здесь держал оборону белый 11-й Сенгилеевский полк, сведенный из-за потерь в один батальон (150—180 штыков). Утром, получи приказ, 11-й Сенгилеевский полк спешно отошел к д. Еранино. На рассвете этого же дня, красный 37-й полк атаковал д. Старомарково. Не принимая серьезного боя, стоявшие здесь три сотни белого Эткульского пешего казачьего полка отошли на с. Дубровное. С востока к д. Старомарково подошёл белый 12-й Уральский егерский батальон. Не вступая в бой, ввиду неясности обстановки, белые егеря заняли позицию северо-восточнее обеих деревень, прикрывая дорогу на станцию Варгаши. Выступив из д. Старомарково 37-й полк двинулся к железной дороге. Однако наступать прямо по дороге на ст. Варгаши не дали белые егеря. Командир 37-го полка Горев принял решение отменить атаку с фронта, а с наступлением темноты, повел своих бойцов в обход белых позиций. Державшие оборону части белых Эткульского пешего казачьего и 11-го Сенгилеевского полков 3-й Симбирской дивизии, внезапно оставили свой участок позиций. Без какого-либо давления со стороны красных, они отошли на восток через д. Гагарье к озеру Юрахлы и д. Копай. Отход был настолько стремителен, что по дороге они бросили 6 подвод с патронами и несколько гранат. Этот обоз подобрали всадники белого 12-го Уральского кавдивизиона, шедшие заменить выводимых в тыл уральских егерей. Красный 37-й полк после короткого боя занял с. Дубровное, зайдя в тыл занимавшим здесь оборону егерям. В Дубровном, в плен сдался старший писарь 1-го Волжского корпуса Ленский (Зыков) Иван Афанасьевич, который принес с собой карту дислокации белых войск в районе Петропавловска. 24 августа 1919 года красный 37-й полк с боем занял деревни Козниково и Щучье, а на следующий день вошел в д. Высокова.
1 сентября 1919 года началась последняя крупная наступательная операция Русской Армии адмирала А. В. Колчака. 22 сентября 1919 года командующий 5-й армией М. Н. Тухачевский, вновь потребовал от всех частей своей армии перейти в наступление. Конкретизируя его приказ, вновь назначенный командир 26-й дивизии Г. Х. Эйхе поставил бригадам задачи наступать на д. Худяково — с. Лопатки, дд. Песьяное — Требушинное и дд. Баксары — Бол. Островное. На участке красной 3-й бригады Рахманова из д. Перволебяжье по дороге на д. Моховое (Кукушкино) вышло четыре эскадрона белой конницы (Отдельный конно-егерский дивизион (2 эскадрона, 158 сабель) и Башкирский эскадрон (100 сабель)). 1-й эскадрон конно-егерей, был сформирован из добровольцев, 2-й — из Челябинского, Курганского и Петропавловского учебных эскадронов. За ними двигались Егерский батальон Штаба 3-й армии и Эткульский пеший казачий полк. Стоявший в д. Слободчиково красный 185-й Шуйский полк, не принимая боя стал отходить на д. Плоское. Находившийся здесь же красный 184-й Костромской полк, стал отступать вдоль линии железной дороги на д. Моховое (Кукушкино). Командарм Тухачевский потребовал от начдива Эйхе, немедленно атаковать прорвавшихся белых в северном направлении, а частям 27-й дивизии атаковать по сходящемуся направлению на юг. Исполняя приказ, комбриг Рахманов отдал распоряжение стоявшему в резерве в д. Речное красному 234-му Маловишерскому полку Попкова, вместе с двумя орудиями 5-й Тверской батареи, перейти в д. Слободчиково, откуда наступать на станцию Лебяжье. Белые усилили давление на фронте и не дали возможности комбригу Рахманову выделить силы для ликвидации обхода. Под угрозой удара с тыла комбриг Рахманов отдал своим полкам приказ об отходе. К ночи части его бригады отошли на линию дд. Копай, Корнилово и Щучье. Штаб начдива Г. Х. Эйхе остановился в с. Дубровное. На выезде из нее, раскинулся походный госпиталь дивизионного сандива. 25 сентября 1919 года белые 13-я Казанская дивизия, Егерский батальон штаба 3-й армии и 4-й Оренбургский казачий полк перешли в наступление на д. Корнилово. Красноармейцы 184-го полка начали отход к д. Варгаши, но по распоряжению Рахманова 232-й и 184-й красные полки, начали наступать на д. Медвежье, чтобы нанести удар белым во фланг. В 2 километрах западнее д. Медвижье они столкнулись с наступавшими белыми 13-й Казанской дивизией, Егерским батальоном штаба 3-й армии и 4-м Оренбургским казачьим полком. Когда казаки обошли красных с флангов, батальон 232-го и весь 184-й полки, ввиду наступившей темноты, отошли на позиции в 2 километрах юго-западнее и 4 километрах западнее и северо-западнее д. Медвежье. Перед рассветом 26 сентября 1919 года, красные 184-й Костромской полк Галлинга и батальон 232-го имени Облискомзапа полка, вновь атаковали д. Медвежье. На участке 2-й бригады В.К, Путны, красный 231-й Сводный полк Долгополова, с уцелевшим взводом 2-й Симбирской конной батареи и эскадроном 26-го кавдивизиона, был оставлен оборонять д. Строевое. Главные же силы бригады — 230-й Старорусский Кубасова и 229-й Новгородский Кочеткова полки, с 1-й Путиловской батареей и эскадроном 26-го кавдивизиона, выступив около полудня, к вечеру сосредоточились в с. Дубровное. Штаб бригады перешел в д. Старомарково. При этом, шедший к месту сосредоточения красный батальон 229-го Новгородского полка, не имея патрон, не смог сбить даже небольшой отряд белой конницы, занявшей с. Дубровное. Лишь подход всей остальной бригады позволил занять село. После взятия д. Медвежье красный 232-й имени Облискомзапа полк получил приказ перейти в с. Дубровное, чтобы занять прорыв образовавшийся между 2-й и 3-й красными бригадами. Части белой 13-й Казанской дивизии атаковали д. Медвежье. Не выдержав их натиска, красноармейцы 184-го Костромского полка оставили деревню и отступили на 1,5 километра западнее. 27 сентября 1919 года на с. Дубровное стали наступать белые 50-й Арский полк полковника Шимановского и 13-й Казанский егерский батальон (3 роты, 60-70 штыков). Их атаку, поддерживали огнем две легкие (4 орудия) и гаубичная (2 орудия) батареи 13-го Казанского артдивизиона. После 4-5 часов боя, расстреляв все патроны, красноармейцы оставили свои позиции восточнее с. Дубровной и начали отход на д. Старомарково, где стоял и штаб комбрига Путны. Здесь, получив только что подвезенные патроны, полки вновь выдвинулись вперед, но с. Дубровное так и не отбили, заняв к вечеру, оборону у д. Старомарково. С утра 28 сентября 1919 года на участке 2-й бригады Путны красные 229-й Новгородский и 1-й батальон 230-го Старорусского полка, вновь начали наступать на с. Дубровное. Комбриг направил 229-й Новгородский полк в обход села. Выйдя во фланг обороняющимся белым в атаке был ранен комиссар 229-го полка Иванов. Одновременно, белая конница атаковала наступавший с фронта красный 1-й батальон 230-го полка и потеснила его. Заметив отход соседей, 229-й Новгородский полк так же отступил на д. Еранино. Затем оба полка стали отходить на д. Старомарково. Преследуя их, части белой 13-й Казанской дивизии после полудня атаковали и заняли д. Старомарково. По донесению комбрига Путны, в полках оставалось по 100—200 штыков, совершенно выбыл комсостав, всеми без исключения ротами и даже некоторыми батальонами, командовали рядовые красноармейцы, не имеющие никакого опыта. С утра 29 сентября 1919 года красный 230-й Старорусский полк, занимал позиции восточнее с. Колесниково, в резерве, в д. Патронное стоял красный 229-й Новгородский полк. Белые 1-я Самарская и 13-я Сибирская дивизии, начали наступать из с. Дубровное на д. Спорное. К вечеру 29 сентября 1919 года командование красной 5-й армией пришло к выводу о невозможности удержаться измотанными и обескровленными частями, на восточном берегу реки Тобол. В специальной директиве, командарм ставит задачу вывести главные силы 26-й дивизии на левый берег Тобола и не дать противнику переправиться вслед за ними через реку.
В ночь на 14 октября 1919 года, красные перешли в наступление по всему фронту. С 20 октября 1919 года, начался завершающий этап, сколько-нибудь серьезного сопротивления белых на участке 26-й красной дивизии. Развивая наступление, около полудня, батальон красного 234-го полка, занял д. Строево, после короткого боя с арьергардом Волжской кавбригады. К вечеру, части 232-го имени Облискомзапа полка, подошли на 2 километра к с .Дубровному, где вели бой с белым 1-м Самарским егерским батальоном и 1-м Волжским полком. У д. Еранино, дорогу с запада прикрывал 2-й Самарский полк, а в самом с. Дубровном в резерве стояли 3-й Ставропольский и 30-й Сибирский Чернореченский полки. С утра 21 октября 1919 года на участке 3-й бригады Рахманова, красный 232-й имени Облискомзапа полк с утра начал бой под д. Дубровное. При этом, начальник команды связи 2-й Симбирской батареи Журавлев Дмитрий Ефимович, ведя наблюдение, обнаружил в тылу батареи белую пехоту, которая могла отрезать 2-ю батарею и красную пехоту впереди. Он сообщил командиру красного полка, который направил к месту прорыва один из своих батальонов, разбивший обошедших с тыла белых. Одновременно, красный 234-й Маловишерский полк на рассвете без боя занял д. Гагарье, где был взят в плен 1 белый мотоциклист. Этот маневр, угрожал левому флангу и тылу белых, которые упорно сопротивлялись у д. Дубровное. Туда была выслана рота красноармейцев и, опасаясь окружения, белые отошли на д. Васильки и ст. Варгаши, после чего 232-й имени Облискомзапа полк с боем занял с. Дубровное, потеряв не менее 26 раненных. К вечеру, один батальон 232-го полка и весь 233-й Казанский полк, без боя заняли д. Медвежье. 22 октября 1919 года на участке 3-й бригады Рахманова двигавшийся в авангарде 234-й Маловишерский полк, выступив из д. Гагарье прошел д. Копай-2 и к вечеру прибыл в д. Александровка. Спешенная сотня 5-го Оренбургского казачьего полка, заметив наступавших из д. Александровки красных, с боем отошла к д. Калашной. Двигавшийся за ним 233-й Казанский полк, выступив из д. Медвежье, к вечеру вошел в д. Немирово (Коноплевка). Красный 232-й имени Облискомзапа полк, выйдя из с. Дубровное, прибыл в д. Копай-2. Перед ними, из д. Калашное на д. Требушинное, отходила белая 7-я Уральская дивизия горных стрелков, в арьергарде которой, отступал 5-й Оренбургский казачий полк.
В 1919 году образован Дубровинский сельсовет.
В 1920 году в Дубровской волости числилось населения 4602 человека.
В 1953 году образован колхоз им. Свердлова.
Законом Курганской области от 20 сентября 2018 года N 108 Дубровинский сельсовет объединён с Дундинским сельсоветом, Медвежьевским сельсоветом, Спорновским сельсоветом и Строевским сельсоветом в один Южный сельсовет. Местом нахождения представительного органа вновь образованного муниципального образования определён населенный пункт — село Дубровное.

## Инфраструктура
Дубровинский сельский Дом культуры. Дубровинская общеобразовательная школа.
В центре села на площади построен обелиск в память о героях-земляках, погибших в годы Великой Отечественной войны.

## Население
| 1763  | 1782  | 1795  | 1816  | 1834 | 1850 | 1858 |
| ----- | ----- | ----- | ----- | ---- | ---- | ---- |
| 71    | ↗275  | ↗393  | ↗433  | ↗558 | ↗661 | ↘649 |
| 1868  | 1893  | 1912  | 1926  | 1989 | 2002 | 2010 |
| ↗1104 | ↗1180 | ↘1071 | ↗1413 | ↘585 | ↘572 | ↘444 |
| 2012  | 2013  | 2014  | 2015  | 2016 | 2017 |      |
| ↘440  | ↘423  | ↘421  | ↘378  | ↘372 | ↘370 |      |

Большая часть — пожилые люди, но есть и молодые семьи.
Национальный состав
- По переписи населения 2002 года проживало 572 человека, из них русские — 99 %.
- По данным переписи 1926 года в селе Дубровское (-ное) проживало 1413 человек, в том числе русские — 1412 чел., немцы — 1 чел.

## Вознесенская церковь
6 мая 1858 года Тобольской духовной консисторией выдана храмозданная грамота на строительство деревянной церкви во имя Вознесения Господня в деревне Дубровной. 21 сентября 1858 года благочинным Курганских уездных церквей, священником Никитой Розановым совершена закладка нового храма. Договор на строительство заключен с крепостным крестьянином из Нижегородской губернии Василием Малышевым.
В 1863 году была построена и освящена церковь во имя Вознесения Господня.
В 1904 году губернским архитектором Богданом Цинке составлен проект каменной церкви. В августе 1906 года выдана храмозданная грамота на постройку нового храма. Подрядчиком на строительство выбран екатеринбургский мещанин Константин Трапезников.
21 сентября 1912 году благочинным 2-го благочиния Курганского уезда, священником Иоанном Редькиным в сослужении со священниками Спорновской, Сычевской, Саламатовской и Дубровской церквей состоялось освящение Вознесенской церкви села Дубровского.
В 1913 году приход Вознесенской церкви села Дубровского состоял из деревень: Гагарья, Еранина, Корнилова, Медвежья, участок Марковский.
В 1916 году старая деревянная церковь продана жителям деревень 1-й и 2-й Марковых .
Сейчас в Вознесенской церкви села Дубровное находится МТМ колхоза им. Свердлова.

## Промышленность
На проводившемся в 1910 году конкурсе масла, устроенном при Курганском отделе Московского общества сельского хозяйства Больше-Дубровскому артельному маслозаводу, расположенному в волостном селе Дубровском, был присужден диплом на большую серебряную медаль за отличное качество масла. Маслозавод прекратил свое существование 1962 или 1963 году.
Ворошиловская МТС организована с 1941 года и работала до 1958 года; было принято решение перевести её в поселок Варгаши. В Варгашах была построена МТМ, контора и два двухэтажных дома на улице Механизаторов, барак для рабочих. На базе Варгашинской и Ворошиловской МТС была организована «Сельхозтехника».